# Село Деда Мраза
Село Деда Мраза ( фин. Joulupukin Pajakylä) је забавни парк у Рованјемију у Лапонији у Финској. Отворен је 1985.

## Локација и превоз
Село Деда Мраза се налази на око 8 километра североисточно од Рованијемија, главног града провинције Лапоније (Лапланд), и око 2 km (1,2 mi) од аеродрома Рованијеми.
Први првобитни дом Деда Мраза био је Корватунтури. Године 1985. Рованијеми је проглашен за званични родни град Деда Мраза.
Деда Мразово село је смештено на самој поларној граници (на рубу Арктичког круга) и због тога га Финци зову "Врата Лапоније".

## О селу Деда Мраза

### Географски положај
Захваљујући својој позицији на поларној граници село Деда Мраза има специфичне климатске услове и атмосферу. Барем један дан у години тамо сунце зими не залази, а лети један дан барем не залази. Поларна ноћ тамо траје готово месец дана, од средине децембра до почетка јануара, док лети сунце не залази од средине јуна до почетка јула.
Због близине Северном полу, осим „белих ноћи“, тамо се одиграва мистична „игра светлости“ што је представља феномен спектра небеске светлости: 
- Северна светлост: позната и као Аурора Бореалис. Северно светло се посматра око 150 ноћи у години од средине августа до почетка априла. Арктичка башта и врх Оунасвааре су најбоља одредишта за присуство северног светла. Појаву изазивају електрично наелектрисане честице сунца које се сударају са молекулима ваздуха у Земљиној атмосфери и одбијају их Земљино магнетно поље. Овај процес резултира емисијом шареног светла, видљивог ноћу. Зелена је најчешћа боја у овом процесу, док се црвена, ружичаста, љубичаста, жута, па чак и плава такође могу приметити. [5]

Село Деда Мраза је окружео густим шумама, у близини је залеђена река и чувена „Ушата планина“ Корватунтури која својим изгледом подсећа на врх главе са два огромна ува.

### Село
Само село Деда Мраза је саграђено је у лапонском етно стилу по пројекту финског удружења архитеката „Аррак Гроуп“ са дрвеним кућицама – брвнарама. Село је посебно декорисано хиљадама светлуцавих лампиончића, звончићима и прапорцима који креирају тј. додатно појачавају празнични угођај.
У селу се налази неколико атракција:
- Арктички круг: Арктички круг наводно пресеца село Деда Мраза. Бела линија која означава арктички круг (на његовом положају 1865 ) насликан је преко парка. Посетиоци званично улазе у арктичко подручје када пређу границу. Линија је модеран фото спот за посетиоце. Арктички круг је заправо 700 метара северно, јужно од аеродрома Рованијеми.)

- Канцеларија Деда Мраза: Канцеларија Деда Мраза се налази унутар главне зграде села, где посетиоци могу да фотографишу и разговарају са Деда Мразом. Међутим, Деда Мраз има „канцеларијско време” и можда неће бити све време у канцеларији чак и када је Село отворено.

- У селу се, такође, налази и пошта у коју стижу хиљаде писама деце из целог света. Деда Мраз у својој канцеларији одговара на ова писма и прима посетиоце који могу да му седну у крило и шапну своје новогодишње жеље.

- Деда Мразова кућа моторних санки : Музеј о историји и еволуцији моторних санки у арктичким областима.

## Награде
Парк Деда Мраза који је повезан са селом Деда Мраза је 2007. године награђен од стране Topworld International-а и стављен као друга најбоља путничка авантура у Финској. Од 2008. године и даље држи другу позицију након што је Топворлд позвао путнике да гласају за своју листу Топ 10 у односу на авантуре.

## Галерија
- Линија арктичког круга
- Село Деда Мраза
- Село Деда Мраза
- Село Деда Мраза